# Kailua-Kona
Kailua-Kona är en stad på ön Hawaii i Hawaii County, Hawaii, USA med cirka 9 870 invånare (2000). Staden är västra Hawaiis kommersiella centrum och även centrum för turistindustrin. Staden är känd i sportvärlden för att vara platsen där Hawaiis Ironman Triathlon startar. Staden kallas "Kona" i dagligt tal, och ska ej förväxlas med den större staden Kailua på Oahu. Det finns en internationell flygplats i staden, vid namn Kona International Airport, och staden var den närmsta större bosättningen till epicentret till jordbävningen på Hawaii 2006.